# Tallarol de Xipre
El tallarol de Xipre (Curruca melanothorax; syn: Sylvia melanothorax) és una espècie d'ocell de la família dels sílvids (Sylviidae). Es troba a l'estiu únicament a l'illa de Xipre, mentre que passa l'hivern a Israel, Jordània i Egipte. És una espècie migratòria que passa l'hivern a l'est de l'Àfrica subsahariana. El seu hàbitat el conformen espais oberts com matollars i plantacions. El seu estat de conservació es considera de risc mínim.

## Taxonomia
Aquesta espècie estava classificada en el gènere Sylvia, però el Congrés Ornitològic Internacional, en la seva llista mundial d'ocells (versió 10.2, 2020) el transferí al gènere Curruca. Segons el Handook of the Birds of the World i la quarta versió de la BirdLife International Checklist of the birds of the world (Desembre 2019), aquest tàxon apareix classificat encara dins del gènere Sylvia.